# Grupo de Forcados Amadores de Monforte
O Grupo de Forcados Amadores de Monforte é um grupo de forcados da vila da Monforte, no Alto Alentejo. Os Amadores de Monforte foram fundados a 16 de Maio de 2000.

## História
Em 1998 um grupo de amigos naturais de Monforte reuniu e decidiu sobre a criação de um novo grupo de forcados. 
Depois de pegarem, ainda oficiosamente, alguns novilhos em garraiadas em 1999, foi no ano de 2000 que o Grupo foi formalmente constituído. A primeira corrida em que participaram foi em Espanha, perto de Cáceres. 
A corrida inaugural em Portugal foi nos Canaviais (Évora), a 16 de Maio de 2000, em que o Grupo pegou dois toiros de Veiga Teixeira. O prémio da melhor pega da corrida recaiu em Paulo Freire, 1º Cabo do Grupo.

## Cabos
- Paulo Freire (2000 – 2010)
- Ricardo Carrilho (2010 – 2021)
- Nuno Toureiro (2021 – 2024)
- João Maria Falcão (2024 - Presente)